# Azé (Saône-et-Loire)
Azé ist eine französische Gemeinde mit 1.082 Einwohnern (Stand: 1. Januar 2022) im Département Saône-et-Loire in der Region Bourgogne-Franche-Comté. Sie gehört zum Arrondissement Mâcon und zum Kanton Hurigny (bis 2015: Kanton Lugny). Die Einwohner werden Azéens genannt.

## Geographie
Azé liegt etwa 15 Kilometer nordnordwestlich vom Stadtzentrum von Mâcon in der Mâconnais im Weinbaugebiet Bourgogne. Azé wird vom Fluss Mouge durchquert, an dessen Ufer ein künstlicher See angelegt wurde. Umgeben wird Azé von den Nachbargemeinden Blanot im Norden und Nordwesten, Saint-Gengoux-de-Scissé im Norden, Péronne im Osten, Saint-Maurice-de-Satonnay im Osten und Südosten, Igé im Süden, Cluny im Westen sowie Donzy-le-Pertuis im Nordwesten.

## Geschichte
in Azé erwarb der Pariser Kriegsprofiteur und Nazi-Kollaborateur Mandel Szkolnikoff (1895–1945) während des Zweiten Weltkriegs das Schloss Aine.

## Bevölkerungsentwicklung
| Jahr                      | 1962 | 1968 | 1975 | 1982 | 1990 | 1999 | 2006 | 2013 |
| ------------------------- | ---- | ---- | ---- | ---- | ---- | ---- | ---- | ---- |
| Einwohner                 | 570  | 548  | 553  | 649  | 807  | 940  | 992  | 1030 |
| Quelle: Cassini und INSEE |      |      |      |      |      |      |      |      |

## Sehenswürdigkeiten
- prähistorische Höhlen
- Kirche
- Schloss Aine mit dem Arboretum
- Schloss Vaux-sur-Aine

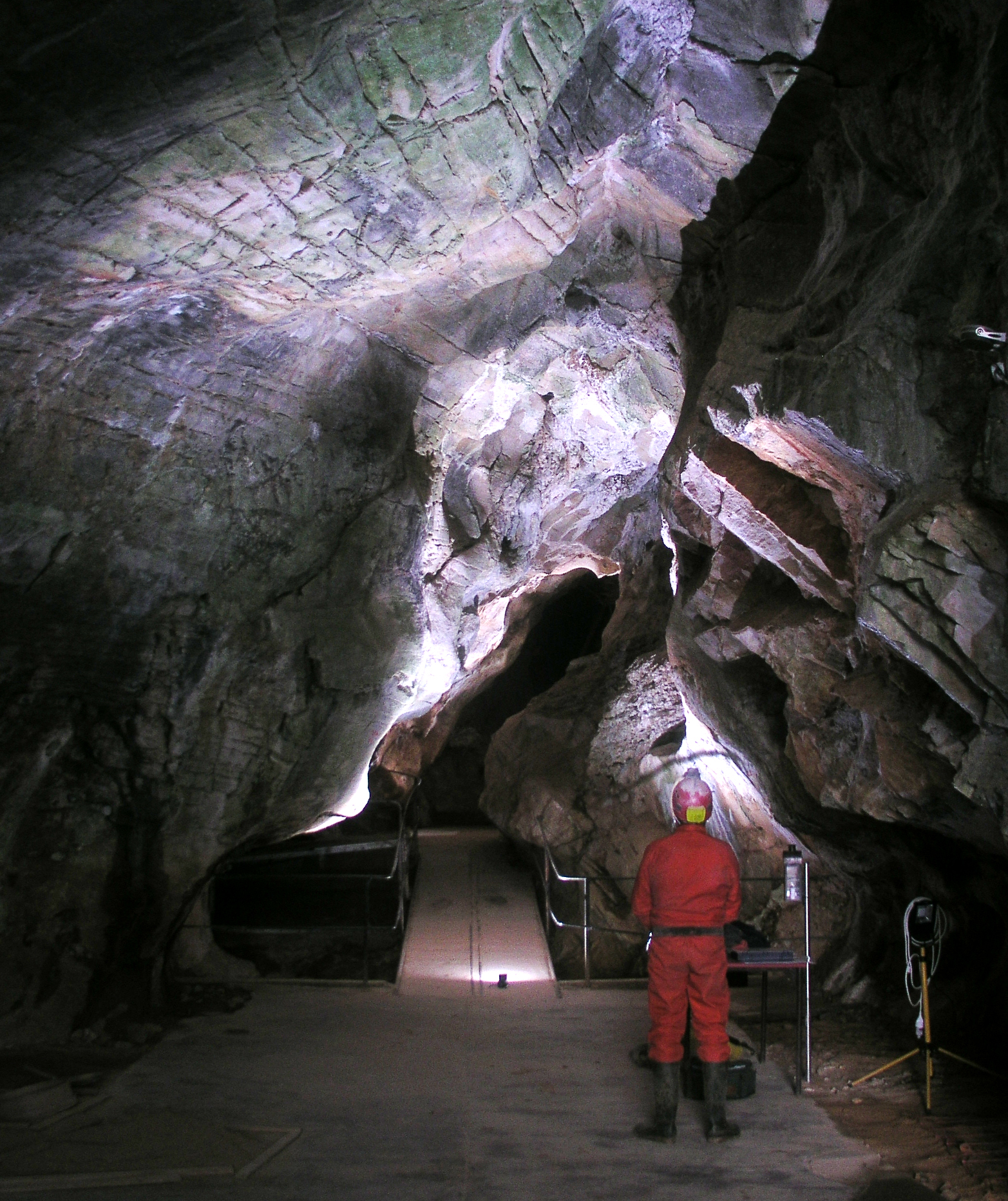
Grotte d’Aze
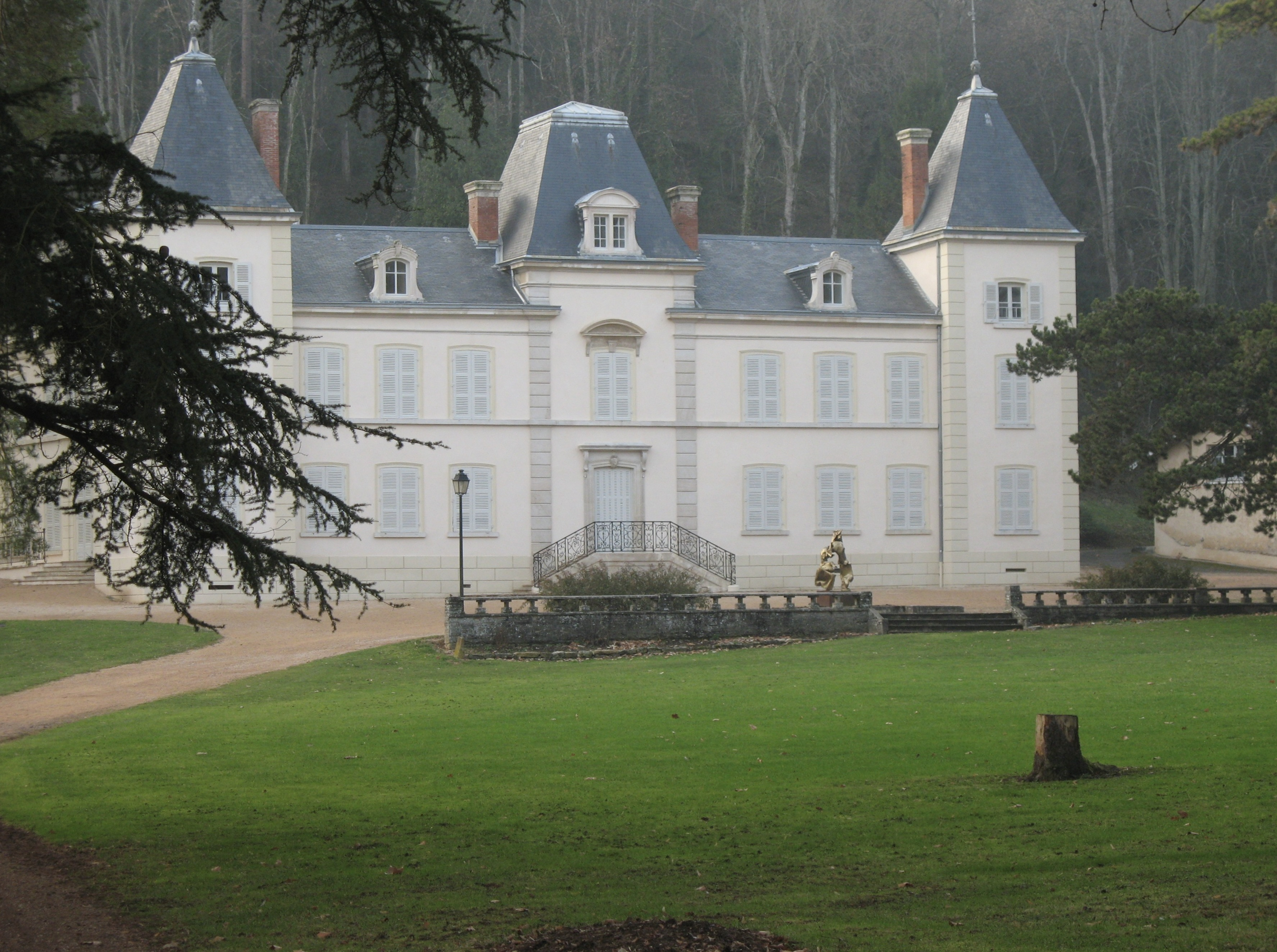
Schloss Aine
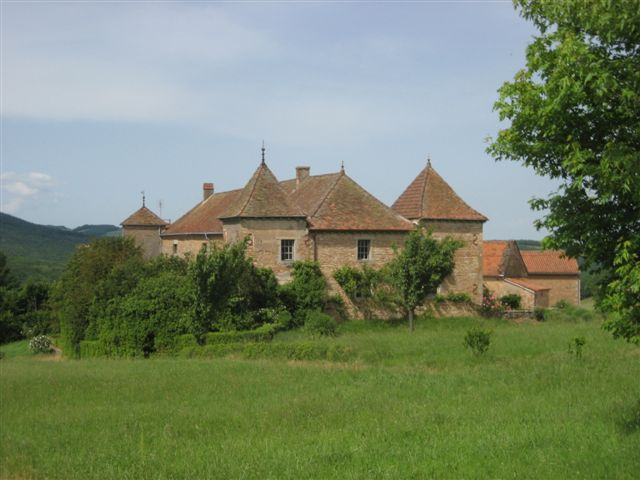
Schloss Vaux-sur-Aine

## Persönlichkeiten
- Claude Guichard (* 26. Dezember 1861 in Azé; † 6. Mai 1924 in Paris), Mathematiker und Hochschullehrer